# Villamena
Villamena é um município da Espanha na província de Granada, comunidade autónoma da Andaluzia, de área 19,99 km² com população de 988 habitantes (2004) e densidade populacional de 49,42 hab/km².

## Demografia
| Variação demográfica do município entre 1991 e 2004 | Variação demográfica do município entre 1991 e 2004 | Variação demográfica do município entre 1991 e 2004 | Variação demográfica do município entre 1991 e 2004 |
| --------------------------------------------------- | --------------------------------------------------- | --------------------------------------------------- | --------------------------------------------------- |
| 1991                                                | 1996                                                | 2001                                                | 2004                                                |
| 972                                                 | 1013                                                | 969                                                 | 988                                                 |